# ۳۶۹ (میلادی)
۳۶۹ (میلادی) سیصد و شصت و نهمین سال تقویم میلادی است.
‎